# Волков Руслан Михайлович
Русла́н Миха́йлович Во́лков (нар. 4 січня 2000, м. Ананьїв, Подільський район, Одеська область  — 7 вересня 2020, м. Торецьк, Донецька область) — матрос, вогнеметник вогнеметного взводу роти радіаційного, хімічного та біологічного захисту 35-ї окремої бригади морської піхоти імені контр-адмірала Михайла Остроградського Збройних сил України, учасник російсько-української війни.

## Життєпис
Закінчив 9 класів НВК у рідному місті, після чого три роки провчився у місцевому аграрному ліцеї. Після завершення строкової служби працював у комунальному підприємстві Ананьєва. Походить з бідної родини: батько працює водієм, мати — двірником, тож забезпечити здобуття вищої освіти синові не змогли.
Учасник Операції об'єднаних сил у Донецькій та Луганській областях з 16 червня 2020 року. Контракт із Збройними силами підписав навесні 2020 року.
6 вересня 2020 року, рухаючись з авторозливною станцією АРС-14 до місця гасіння пожежі, неподалік смт Новгородське Бахмутського району Донецької області, отримав численні опіки внаслідок підриву автомобіля на невстановленому вибуховому пристрої. Помер 7 вересня у шпиталі м. Торецьк.
Похований 10 вересня 2020 року в Ананьєві, на цвинтарі ім. Шостої сотні. Залишились батьки та брат, також учасник російсько-української війни.

## Нагороди та вшанування
- Указом Президента України № 601/2020 від 29 грудня 2020 року «Про відзначення державними нагородами України», за особисту мужність і самовіддані дії, виявлені у захисті державного суверенітету та територіальної цілісності України, нагороджений (посмертно) орденом «За мужність» III ступеня[1].